# Línea 5B (TUVISA)
La Línea 5B de TUVISA de Vitoria une el este de la ciudad con el Polígono Industrial de Júndiz. 

## Características
Esta línea conecta el Barrio de Salburua en el este de Vitoria con el Polígono Industrial de Júndiz/Ariñez que se encuentra en la zona oeste de la ciudad. Esta línea comparte medio recorrido con las líneas Línea 5: Salburua-Elejalde y Línea 5a:Salburua-Asteguieta con las que comparte recorrido y paradas en el itinerario de ida hasta la parada de 'Avenida de los Huetos/Antonio Machado' y en el de vuelta comparte el recorrido y las paradas desde la de 'Bremen 15'.
La línea entró en funcionamiento a finales de octubre de 2009, como todas las demás líneas de TUVISA, cuándo el mapa de transporte urbano en la ciudad fue modificado completamente. La línea amplio brevemente su recorrido por el Barrio de Salburua en septiembre de 2012 y un año más tarde por Elejalde.

### Frecuencias
| de lunes a viernes laborables |        |
| 5:10                          |        |
| de 6:00 a 8:00                | 30 min |
| de 12:30 a 16:00              | 30 min |
| de 17:00 a 19:30              | 30 min |
| 21:05                         |        |

| de lunes a viernes laborables |        |
| 6:05                          |        |
| de 7:05 a 8:35                | 30 min |
| de 13:05 a 17:05              | 30 min |
| de 18:05 a 19:35              | 30 min |
| 22:08                         |        |

## Recorrido

### Recorrido de Ida
La línea comparte el recorrido y las paradas con la Línea 5 (Salburua-Elejalde) desde el barrio de Salburua hasta la parada de 'Avenida de los Huetos/Antonio Machado', dónde comienza su propio recorrido.
Desde la Avenida de los Huetos, gira a la izquierda por la Calle Bremen, para hacer transbordo con la Lazadera 5C: Lanzadera Júndiz Norte. Realiza un cambio de sentido para más tarde acceder de nuevo a la Avenida de los Huetos por la que sigue recto hasta girar a la izquierda y entrar el Polígono Industrial de Júndiz por la Calle Zurrupitieta. Tras pasar la vía férrea, entra a la Calle Lermandabidea, . Desde aquí accede a la Calle Júndiz y gira a la izquierda para entrar de nuevo a Zurrupitieta. Tras un breve paso por esta última calle gira a la izquierda y se encuentra en la Calle Basaldea. Desde aquí pasa por Arriurdina hasta girar a la izquierda a la Calle Júndiz, la cual abandona girando a la derecha hacia la Calle Paduleta. En una rotonda cercana a la localidad de Ariñez, gira 180° y finaliza su recorrido de ida en una parada terminal.

### Recorrido de Vuelta
El recorrido comienza en la parada terminal de Ariñez, en la Calle Paduleta, continua recto hasta encontrarse con la calle Júndiz, a la que entra girando a la derecha. Utilizando la Calle Arriurdina, gira a la izquierda para entrar a la Calle Basaldea. Desde aquí coge brevemente la Calle Zurrupitieta, y gira a la derecha para acceder a la Calle Júndiz, la que abandona girando a la derecha hacia la Calle Lermandabidea. Gira a la izquierda para coger la Calle Zurrupitieta y donde tras coger la Avenida de los Huetos, gira a la derecha por la Calle Bremen, y tras realizar un cambio de sentido, la Línea llega a la parada de 'Bremen 15', a partir de este momento la línea comparte recorrido y paradas con la Línea 5 (Salburua-Elejalde) hasta el barrio de Salburua

## Paradas
| KBHFa |

| HST |

| HST |

| HST |

| HST |

| SBRÜCKE |

| HST |

| HST |

| HST |

| HST |

| HST |

| HST |

| HST |

| TRAM |

| HST |

| HST |

| HST |

| HST |

| STRo |

| HST |

| HST |

| HST |

| HST |

| HST |

| HST |

| STRo |

| HST |

| HST |

| HST |

| HST |

| HST |

| HST |

| HST |

| HST |

| HST |

| HST |

| HST |

| KBHFe |

| KBHFa |

| HST |

| HST |

| HST |

| HST |

| SBRÜCKE |

| HST |

| HST |

| HST |

| HST |

| HST |

| HST |

| HST |

| TRAM |

| HST |

| HST |

| HST |

| HST |

| STRo |

| HST |

| HST |

| HST |

| HST |

| HST |

| HST |

| STRo |

| HST |

| HST |

| HST |

| HST |

| HST |

| HST |

| HST |

| HST |

| HST |

| HST |

| HST |

| KBHFe |

| KBHFa |

| HST |

| HST |

| HST |

| HST |

| SBRÜCKE |

| HST |

| HST |

| HST |

| HST |

| HST |

| HST |

| HST |

| TRAM |

| HST |

| HST |

| HST |

| HST |

| STRo |

| HST |

| HST |

| HST |

| HST |

| HST |

| HST |

| STRo |

| HST |

| HST |

| HST |

| HST |

| HST |

| HST |

| HST |

| HST |

| HST |

| HST |

| HST |

| KBHFe |

| KBHFa |

| HST |

| HST |

| HST |

| HST |

| SBRÜCKE |

| HST |

| HST |

| HST |

| HST |

| HST |

| HST |

| HST |

| TRAM |

| HST |

| HST |

| HST |

| HST |

| STRo |

| HST |

| HST |

| HST |

| HST |

| HST |

| HST |

| STRo |

| HST |

| HST |

| HST |

| HST |

| HST |

| HST |

| HST |

| HST |

| HST |

| HST |

| HST |

| KBHFe |

| KBHFa |

| HST |

| HST |

| HST |

| HST |

| HST |

| HST |

| HST |

| HST |

| HST |

| HST |

| HST |

| STRo |

| HST |

| HST |

| HST |

| HST |

| HST |

| HST |

| STRo |

| HST |

| HST |

| HST |

| HST |

| HST |

| HST |

| HST |

| HST |

| HST |

| HST |

| HST |

| HST |

| STRo |

| SBRÜCKE |

| HST |

| HST |

| HST |

| HST |

| HST |

| KBHFe |

| KBHFa |

| HST |

| HST |

| HST |

| HST |

| HST |

| HST |

| HST |

| HST |

| HST |

| HST |

| HST |

| STRo |

| HST |

| HST |

| HST |

| HST |

| HST |

| HST |

| STRo |

| HST |

| HST |

| HST |

| HST |

| HST |

| HST |

| HST |

| HST |

| HST |

| HST |

| HST |

| HST |

| STRo |

| SBRÜCKE |

| HST |

| HST |

| HST |

| HST |

| HST |

| KBHFe |

| KBHFa |

| HST |

| HST |

| HST |

| HST |

| HST |

| HST |

| HST |

| HST |

| HST |

| HST |

| HST |

| STRo |

| HST |

| HST |

| HST |

| HST |

| HST |

| HST |

| STRo |

| HST |

| HST |

| HST |

| HST |

| HST |

| HST |

| HST |

| HST |

| HST |

| HST |

| HST |

| HST |

| STRo |

| SBRÜCKE |

| HST |

| HST |

| HST |

| HST |

| HST |

| KBHFe |

| KBHFa |

| HST |

| HST |

| HST |

| HST |

| HST |

| HST |

| HST |

| HST |

| HST |

| HST |

| HST |

| STRo |

| HST |

| HST |

| HST |

| HST |

| HST |

| HST |

| STRo |

| HST |

| HST |

| HST |

| HST |

| HST |

| HST |

| HST |

| HST |

| HST |

| HST |

| HST |

| HST |

| STRo |

| SBRÜCKE |

| HST |

| HST |

| HST |

| HST |

| HST |

| KBHFe |